# 720 (Skateboard)
Der Ausdruck 720 bezieht sich auf eine spezifische Bewegung oder einen Trick beim Skateboarding, der auf einer Halfpipe ausgeführt wurde.
Mit 720 bezeichnet man die Drehung um 720 Grad in der Luft. Das bedeutet, dass die Athletin bei diesem Trick zwei vollständige Drehungen (360 Grad pro Drehung) in der Luft ausführt. Diese Art von Trick erfordert eine gute Technik und Körperbeherrschung, da der Athlet oder die Athletin in kurzer Zeit zwei vollständige Drehungen abschließen muss, bevor sie wieder auf der Halfpipe landen.
Dieser Trick geht auf den Skateboarder Tony Hawk zurück, und er wurde in einem Wettkampf zuerst im Juni 2023 von der Sportlerin Arisa Trew vorgeführt.